# Zastawie (powiat puławski)
Zastawie – wieś w Polsce położona w województwie lubelskim, w powiecie puławskim, w gminie Kurów.
W latach 1975–1998 miejscowość należała administracyjnie do województwa lubelskiego.
Wieś stanowi sołectwo gminy Kurów. Według Narodowego Spisu Powszechnego z roku 2011 wieś liczyła 107 mieszkańców.
Wierni Kościoła rzymskokatolickiego należą do parafii św. Józefa w Markuszowie.